# Siegfried Wagner (Architekt)
Siegfried Wagner (* 14. September 1931 in Elbing; † 9. Februar 2024) war ein deutscher Architekt. Er arbeitete an großen Ost-Berliner Bauprojekten mit wie dem Müggelturm, dem Palast der Republik, dem Haus des Lehrers, der Kongresshalle am Alexanderplatz. In den Jahren 1964 bis 1969 war Wagner Stadtarchitekt in Hoyerswerda.

## Leben
Nach dem Abschluss der Schule erlernte Siegfried Wagner den Beruf eines Tischlers. Doch anschließend studierte er an der Kunsthochschule Berlin-Weißensee die Fachrichtung Architektur, unter anderem bei Hermann Henselmann und bei Selman Selmanagić, der mit Wagners Studieneifer nicht sonderlich zufrieden war. Davon zeugt ein im Jahr 2018 veröffentlichter Brief an den damaligen Studenten Siegfried Wagner:

„Sehr geehrter Herr Wagner!
Zum Architekturstudium gehört großer Fleiß, exaktes wissenschaftliches Denken und damit verbunden eine gute Studiendisziplin.
Wenn sich ein Student nicht bemüht, diese Voraussetzungen zu erfüllen, ist es für den Dozenten sehr schwer, ihm bei der Erlangung des gesteckten Zieles zu helfen. Es ist für mich bedauerlich, wenn ich feststellen muß, daß meine Hinweise in allen menschlichen Variationen – in liebenswürdiger Weise, in leisen wie auch in erhöhten Tönen – nicht die Liebe zum Architekturstudium und damit zur Arbeit und Disziplin in Ihnen geweckt haben. Ich hoffe, Sie werden mich verstehen und mich davor bewahren, Ihnen einen zweiten Brief schreiben zu müssen.“

Wagner hat dieses Schreiben selbst dem Archiv der KH übergeben.

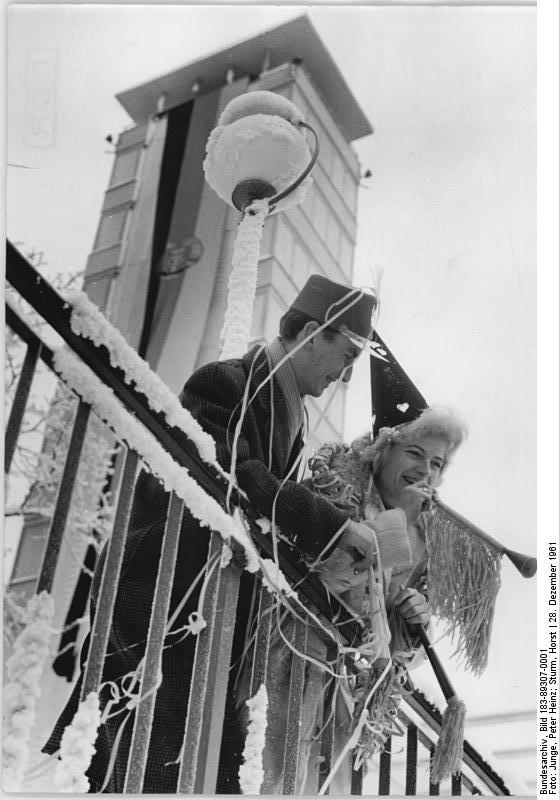
Müggelturm zum Neujahr 1961

Im letzten Studienjahr, 1958 beteiligte sich Wagner zusammen mit seinen Kommilitonen Jörg Streitparth und Klaus Weißhaupt an einem Ideenwettbewerb zum Neubau des 1958 abgebrannten Müggelturmes. Ihr Entwurf wurde sowohl von einer Fachjury als auch von den Berlinern als Bester ausgewählt. An dem Wettbewerb hatten sich 36 Architekten beteiligt, einer kam sogar aus West-Berlin. Der Entwurf der drei angehenden Architekten musste in der Vorbereitungsphase abgeändert werden, weil der vorgesehene ovale Grundriss aus angeblichen bautechnischen Gründen nicht machbar sei. So bekam der Turm einen rechteckigen Grundriss („er erhielt seine Kastenform“). Die Sieger wurden mit einem Blumenstrauß, einer Flasche Sekt und einer Auszeichnungsreise nach Prag geehrt.
Der Gewinn des Müggelturmprojektes führte dazu, dass die Drei nach Abschluss ihres Studiums mit zu den gefragtesten Bauplanern in der DDR wurden. Wagner entwarf daraufhin das Haus des Lehrers in Berlin-Mitte mit, er wurde auch in das Entwurfskollektiv für die Kongresshalle am Alexanderplatz berufen.
Im Zeitraum 1964 bis 1969 war Siegfried Wagner Stadtarchitekt in Hoyerswerda, berufen vom Bauminister der DDR, Wolfgang Junker. Wagners Aufgaben bestanden darin, bereits vorhandene Pläne zu verbessern oder zu verändern. Insbesondere waren Wohnviertel für den Stadtteil Hoyerswerda-Neustadt zu planen, weil sich die Einwohnerzahl in dieser Stadt in kürzester Zeit fast verdoppelt hatte. Bei diesem Projekt arbeitete er u. a. mit Walter Nickerl, Martin Röser und Richard Paulick zusammen. Paulick hatte 1957 mit den Planungen für acht Wohnkomplexe mit einem aufgelockerten Zentrum für die Arbeiter und Angestellten des Braunkohlenkombinats Schwarze Pumpe begonnen. Wagner schlug beispielsweise den Bau eines Kulturhauses mit Bummelmeile vor oder er entwarf eine Eisdiele zwischen den achtgeschossigen Plattenbauten an der Hauptstraße – beides wurde jedoch abgelehnt. Er engagierte sich besonders dafür, eine Robotron-Niederlassung in die Stadt zu holen, denn die ausschließliche Konzentration auf den Kohleabbau konnte aus seiner Sicht das Überleben einer Stadt nicht sichern. Weil sich Wagner mit verschiedenen leitenden Gremien überworfen hatte, gab er nach fünf Jahren das Amt auf. – In Hoyerswerda hatte Wagner engen Kontakt mit der Schriftstellerin Brigitte Reimann.

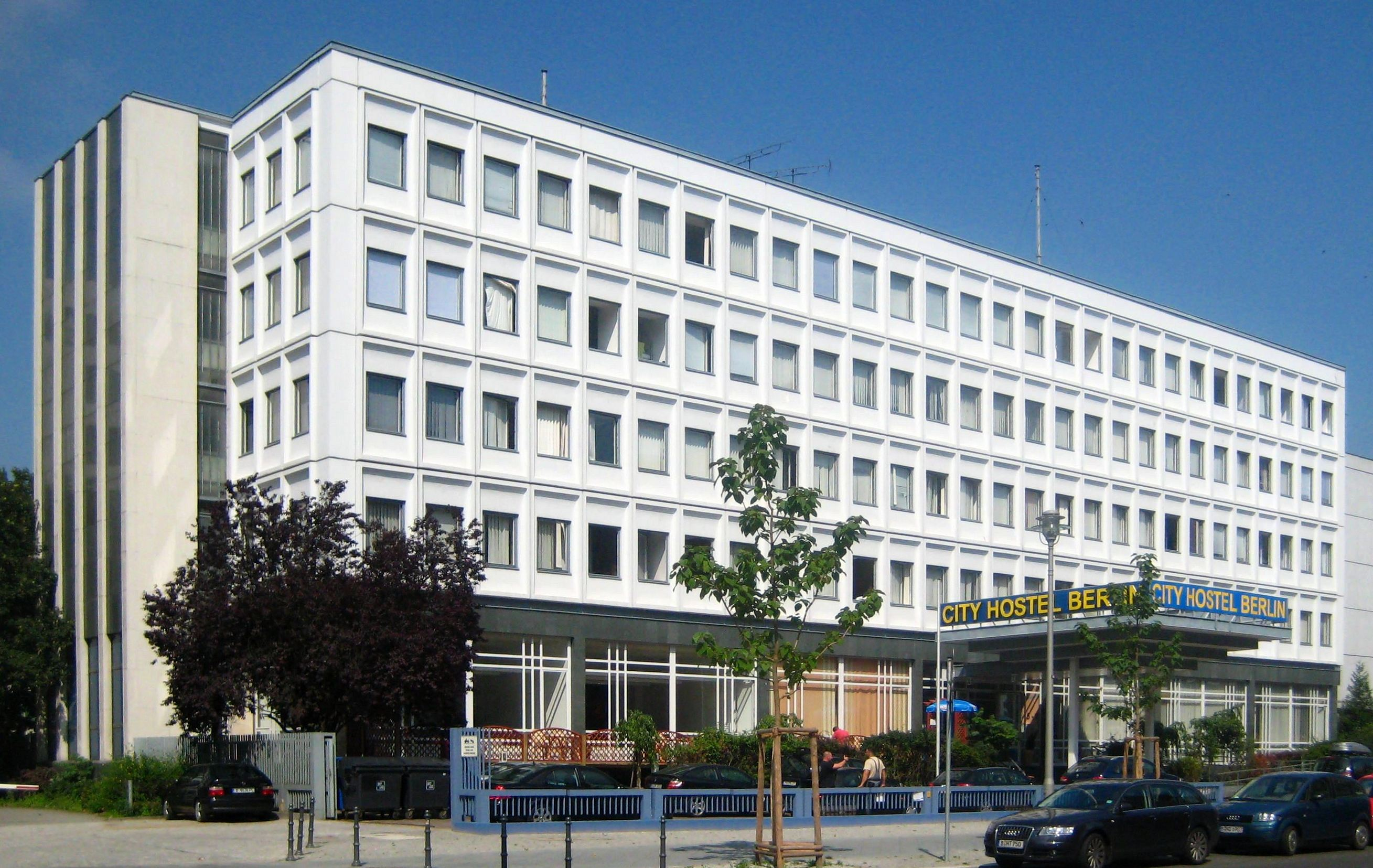
Botschaft Nordkoreas in der Glinkastraße 5, das zugehörige Wohngebäude samt Umfeld entwarfen Siegfried Wagner, I. R. Krämer und Hubert Matthes

Danach kam Wagner nach Ost-Berlin zurück und arbeitete dann in der Bauakademie der DDR. Hier durfte er am Entwurf des Palastes der Republik mitwirken, gestaltete den Operationstrakt des Charité-Neubaus mit und verewigte sich bei zahlreichen weiteren Bauten.
Im großen Stil brachte Wagner seine Ideen beim Bau der Wohngroßsiedlungen in Marzahn und in Friedrichsfelde mit ein.
Mit Erreichung des Rentenalters von 65 Jahren setzte sich Siegfried Wagner zur Ruhe. Er verfolgte jedoch stetig die Entwicklung in Berlin und die Veränderungen an „seinen“ Bauten.
So entnahm Wagner aus den Medien im Januar 2019, dass der Eigentümer und Betreiber des Müggelturm-Areals, Matthias Große, vorsah, ein Zwillingsgebäude zu dem vorhandenen Turm daneben zu errichten. Die Aussichtsplattform auf dem Turm ist derzeit nur über eine Treppe mit 126 Stufen erreichbar. Im Zwillingsturm, der in Höhe der Aussichtsplattform mit dem Bauwerk von 1961 mit einem Steg verbunden werden soll, soll ein Fahrstuhl installiert werden. Damit würde der Turm barrierefrei zugängig sein. Mit dieser Lösung zeigte sich Wagner zunächst nicht einverstanden: „Die Zwillingstürme entwürdigen das ganze Areal. […] Das beliebte Ausflugsziel der Berliner [ist] ein einzigartiges Ensemble, das nicht durch einen zweiten Turm zerstört werden darf.“ Das Dilemma des Treppensteigens kennt er natürlich und verweist darauf, dass bei der Planung 1958 kein Fahrstuhl gefordert war, weil es für den Bau keine staatlichen Zuschüsse gegeben hat; er wurde im Wesentlichen aus Spenden finanziert. Daher mussten die Bauten besonders kostengünstig sein. Wagner nahm in der Folge an Bürgerdiskussionen teil und führte eine Abstimmung mit dem Denkmalamt durch. Nun stimmte er zu, dass ein zweiter Turm daneben errichtet wird. Dieser soll nach den damals nicht realisierten Bauplänen mit ovaler Grundfläche entstehen und einen Fahrstuhl enthalten. Eine Skizze lieferte Thomas Wagner, der Sohn des Architekten.
Große kündigte auf seiner Facebook-Seite den Baubeginn für das Jahr 2021 an. Vermutlich verhinderte der Lockdown während der Corona-Pandemie sichtbare Fortschritte, obwohl der Investor das ausschließen wollte. So findet sich nun (Stand Mai 2024) noch keine Information über Bauaktivitäten für den zweiten Turm.

## Werke (Auswahl)
- 1958–1961: Müggelturm mit angeschlossener Ausflugsgaststätte
- 1961–1964: Haus des Lehrers
- 1961–1964: Kongresshalle am Alexanderplatz
- 1964–1969: Mitarbeit bei der Planung von Wohnvierteln in Hoyerswerda
- 1972–1974: Wohngebäude mit Residenz der damaligen Botschaft von Nordkorea in der Glinkastraße am U-Bahnhof Thälmannplatz[14]
- 1973–1976: Palast der Republik
- 1977–1982: Charité-Neubau,
- ab den 1970er Jahren: Wohnbauten in Marzahn und Friedrichsfelde

## Veröffentlichungen
- Siegfried Wagner: Das rekonstruierte Agneskloster in Prag. In der Zeitschrift: Architektur der DDR; Verlag für Bauwesen, 1981, Nr. 6.